# オーナーズクラブ (競馬)
競馬におけるオーナーズクラブ、オーナーズとは、日本で行われている競馬（中央競馬および地方競馬）において、馬主同士での共有制度を利用し、個人馬主資格取得者向けに競走馬の共同所有を斡旋するシステムを指す。

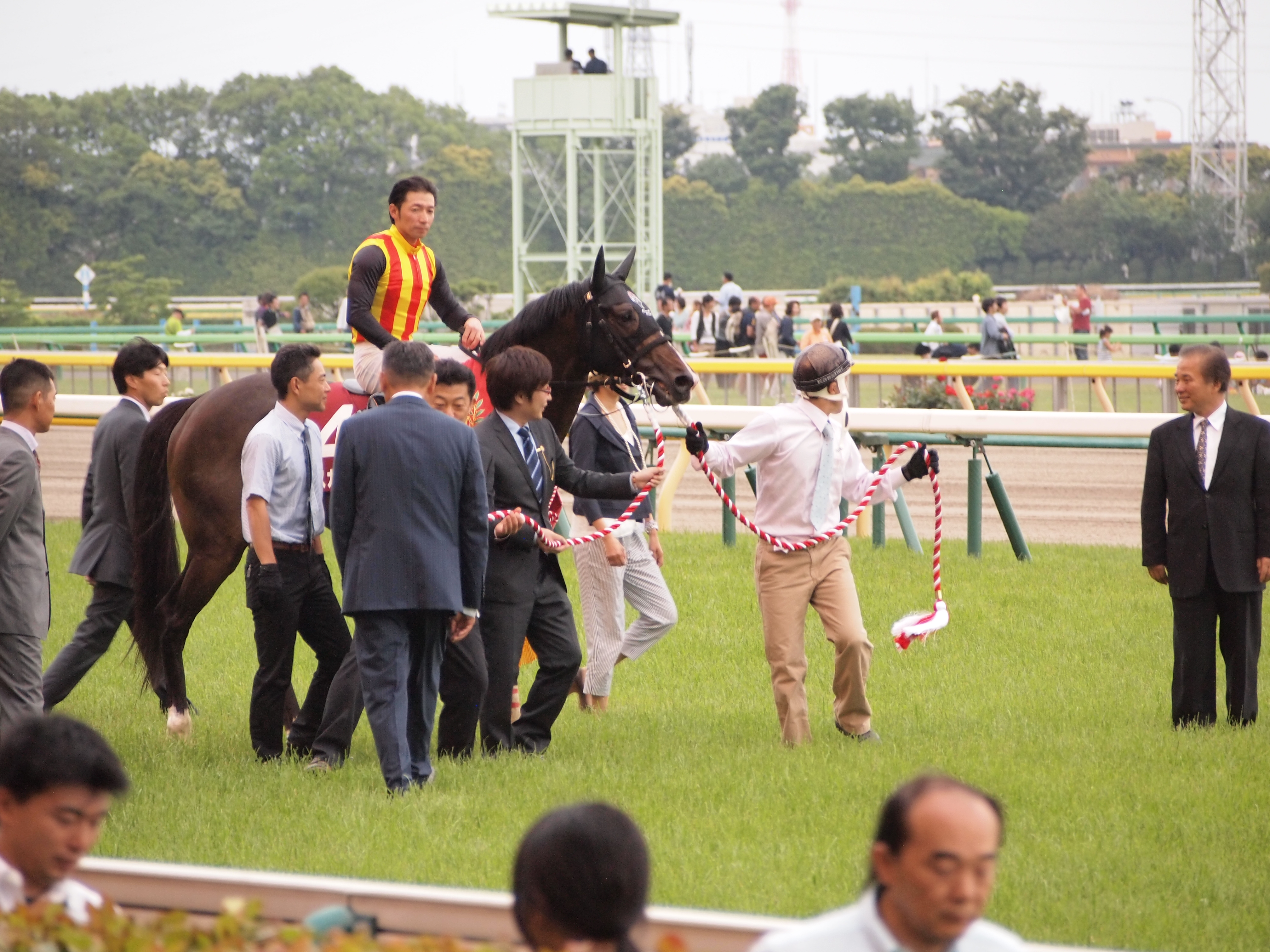
社台グループオーナーズの共有馬ムスカテールが優勝した第127回目黒記念の口取り式。共有代表馬主は吉田勝己。

組合馬主や一口馬主における出資者とは異なり、共有者全員が個人もしくは法人として馬主資格を取得していなければならない。

## 概要
日本中央競馬会もしくは地方競馬全国協会に登録されている競走馬は、前者では10名、後者では20名までが同じ競走馬を共同で所有することができる。この仕組みを利用し、オーナーズクラブでは一般に競走馬を10分の1（中央競馬）もしくは20分の1（地方競馬）に分割し販売・所有し、共有代表馬主の名義の元で競走に出走させる。このとき、馬主は預託料等の金銭的な負担を軽減させることができたり、個人としての所有馬が登録されていない場合でも馬主資格の失効を免れることができるといったメリットを享受することができる。
共有馬を出走させる場合の名義は「共有代表馬主」となる人物の名義となり、一般には共有の比率が最も高い人物となるが、オーナーズクラブにおいては予め代表馬主が設定された上で募集を行っている。例えば、社台グループオーナーズの中央競馬オーナーズであれば社台ファームからの販売馬については吉田照哉、ノーザンファームからの販売馬については吉田勝己、追分ファームからの販売馬については吉田晴哉が共有代表馬主として設定されている。また共有代表馬主の専任事項等が存在する場合もあり、上記のオーナーズにおいては服色（勝負服）の使用や出走レースの選択などが共有代表馬主の権限・義務とされている。
共有馬主は、個人・法人馬主資格を取得しているため、主催者側の制度上は他の馬主と同様の扱いであり、馬にかかる料金を分割で支払っている点では一口馬主と共通しているが、競馬場の馬主席や厩舎等への立ち入りが可能な点では大きな差があるといえる。

## オーナーズクラブの一覧
| クラブ名                                        | 勝負服 | 共有代表馬主           | 活躍馬                                                  | 備考                                                       | 公式サイト |
| ----------------------------------------------- | ------ | ---------------------- | ------------------------------------------------------- | ---------------------------------------------------------- | ---------- |
| 社台グループオーナーズ                          |        | 吉田照哉               | デュランダル スクリーンヒーロー エリンコート ロゴタイプ | 社台ファーム生産馬が中心。                                 |            |
| 社台グループオーナーズ                          |        | 吉田勝己               | ダンスパートナー フラワーパーク ステレンボッシュ        | ノーザンファーム生産馬が中心。                             |            |
| 社台グループオーナーズ                          |        | 吉田晴哉               | ディバインフォース                                      | 追分ファーム生産馬が中心。                                 |            |
| LEX PRO                                         |        | 岡田牧雄               | スノードラゴン ブローザホーン                           |                                                            |            |
| LEX PRO                                         |        | 錦岡牧場               | ハノハノ                                                |                                                            |            |
| LEX PRO                                         |        | 吉田勝己               | ゴールドドリーム                                        |                                                            |            |
| LEX PRO                                         |        | 吉田千津               | クイーンズリング ダンシングプリンス                     |                                                            |            |
| コスモオーナーズ                                |        | ビッグレッドファーム   | コスモバルク                                            |                                                            |            |
| コスモオーナーズ                                |        | ブルースターズファーム | シナモンスティック                                      |                                                            |            |
| プレジャーオーナーズ                            |        | コスモヴューファーム   | プリンスリターン                                        |                                                            |            |
| OWNERS PRO                                      |        | 岡田壮史               | 特になし                                                | 中央競馬の場合の名義。                                     |            |
| OWNERS PRO                                      |        | 岡田将一               | 特になし                                                | 地方競馬の場合の名義。                                     |            |
| ウイナーズ                                      |        | 下河辺隆行             | ロンドンプラン                                          |                                                            |            |
| 下河辺牧場トレーニングセンター オーナーズクラブ |        | 下河邉博               | 特になし                                                |                                                            |            |
| ニューワールドレーシング オーナーズ             |        | 藤田好紀               | ノーワン                                                |                                                            |            |
| Grande Racing                                   |        | Grande Racing          | レグルドール                                            |                                                            |            |
| ピコレーシングオーナーズ                        |        | 石部高史               | 特になし                                                |                                                            |            |
| ピコレーシングオーナーズ                        |        | 石部美恵子             | 特になし                                                |                                                            |            |
| ピコレーシングオーナーズ                        | なし   | 株式会社ジュエリーピコ | 特になし                                                | 地方競馬の場合の名義。                                     |            |
| ヒポファイル・ブラッドストック オーナーズクラブ |        | 今村明浩               | 特になし                                                | この2名のほか、募集馬の提供牧場等の 名義となることもある。 |            |
| ヒポファイル・ブラッドストック オーナーズクラブ | なし   | 三嶋健一郎             | 特になし                                                | この2名のほか、募集馬の提供牧場等の 名義となることもある。 |            |
| うまポイ！オーナーズクラブ                      |        | 小山田明人             | 特になし                                                |                                                            |            |

| クラブ名                   | 勝負服   | 共有代表馬主      | 活躍馬                           | 備考                                                                          | 公式サイト |
| -------------------------- | -------- | ----------------- | -------------------------------- | ----------------------------------------------------------------------------- | ---------- |
| ハッピーオーナーズクラブ   |          | 会田裕一          | ブラックバトラー                 |                                                                               |            |
| ハッピーオーナーズクラブR  | 特になし | 会田裕一          | 中央競馬での既走馬を専門に扱う。 |                                                                               |            |
| Big Daddy Owners Club      | なし     | 川上和彦          | 特になし                         |                                                                               |            |
| YGG地方競馬オーナーズ      | なし     | 福原聡            | 特になし                         | YGGホースクラブの愛馬会法人である、 YGGオーナーズクラブが事務局となっている。 |            |
| Equine Vet Owners club     | なし     | 上手健太郎        | 特になし                         |                                                                               |            |
| Travers Thoroughbreds Club | なし     | 岡井元憲          | 特になし                         | 募集馬は外国産馬が中心となっている。                                          |            |
| SSオーナーズクラブ（仮）   | なし     | 広瀬将嗣 鈴木道隆 | 特になし                         |                                                                               |            |
| カルディアレーシング       | なし     | 須田靖之          | 特になし                         |                                                                               |            |